# NWA Worlds Heavyweight Championship
L'NWA Worlds Heavyweight Championship è un titolo mondiale di wrestling di proprietà della National Wrestling Alliance, considerato uno dei più importanti nella storia della disciplina.
È il titolo di wrestling più antico del mondo tra quelli ancora attivi.

## Storia

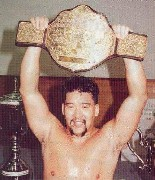
Masahiro Chono con la cintura Big Gold Belt

### Periodo dei territori (1948-1985)
La National Wrestling Alliance fu creata nel 1948 quando le varie realtà regionali avevano la possibilità di entrare a far parte della NWA mantenendo la loro identità ma accettando de facto come titoli più importanti da assegnare nelle loro competizioni i titoli della NWA. Il titolo fu creato nello stesso anno, riconosciuto da tutte le promozioni membri della NWA che in cambio ottenevano la possibilità di ospitare le difese del campione con una certa cadenza e per un certo periodo di tempo, a seconda della rilevanza della federazione. Il consiglio di amministrazione, composto dai rappresentanti dei territori più importanti, decideva i cambi di titolo.
Sul finire degli anni '50 iniziarono a nascere i primi malcontenti, dovuti ad un regno troppo lungo di Lou Thesz che mise in ombra altri wrestler, come Verne Gagne. Iniziarono ad essere frequenti anche le dispute in merito al numero di apparizioni che il campione avrebbe dovuto rispettare in ogni territorio.

#### Thesz-Carpentier, le divisioni del titolo

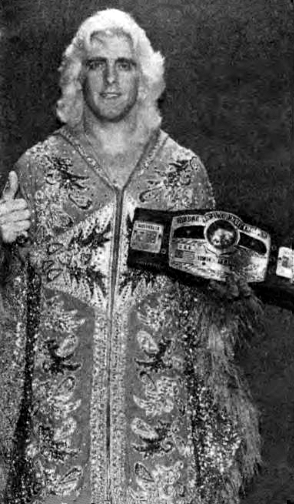
Ric Flair con la cintura NWA World Heavyweight Championship (1982)

Il 14 giugno 1957 a Chicago Thesz difese il titolo contro il canadese Édouard Carpentier in un incontro al meglio delle tre cadute. Sul risultato di 1-1, Thesz fu squalificato dall'arbitro Ed Whalen, che diede la vittoria a Carpentier. Non potendo il titolo passare di mano per squalifica, la NWA sancì una rivincita il 24 luglio a Montréal, che fu vinta da Thesz per squalifica. Le intenzioni della NWA erano quelle di portare avanti una storyline basata su due diversi campioni a seconda delle città visitate, sulla falsa riga di quanto già fatto tra lo stesso Thesz e Leo Nomellini nel 1955. Carpentier avrebbe anche dovuto presenziare a degli eventi in qualità di campione mentre Thesz era in una tournée oltreoceano, ma in seguito ad alcune dispute il manager di Carpentier Eddie Quinn abbandonò la federazione ad agosto, e Carpentier con lui. La NWA reagì alla situazione considerando nulli la vittoria a Chicago e il titolo in possesso del canadese. Nonostante ciò Quinn promosse le presenze di Carpentier come vero campione NWA all'interno dei territori che erano in rotta con la federazione.
Verne Gagne sconfisse Carpentier ad Omaha il 9 agosto 1958, e il cambio di titolo fu riconosciuto dai territori del Nebraska, che nel 1960 si sarebbero uniti nella American Wrestling Association (AWA). Questa versione del titolo NWA fu successivamente nota come Omaha version, e il 7 settembre 1963 fu unificata all'interno dell'AWA World Heavyweight Championship. 
La Atlantic Athletic Commission (AAC), affiliata di Boston della NWA, organizzò un match tra Killer Kowalski e Carpentier nel 1958, e la vittoria del primo diede vita ad un'altra versione del titolo NWA che diventerà l'AAC World Heavyweight Championship e successivamente il Big Time Wrestling (BTW) Heavyweight Championship.
La North American Wrestling Alliance (NAWA), che in seguito diventerà Worldwide Wrestling Associates (WWA), come parte del tentativo di separarsi dalla NWA riconobbe Carpentier come campione NWA fino alla sua sconfitta contro Freddie Blassie, che diede vita alla versione Los Angeles del WWA World Heavyweight Championship. Il titolo cessò quando la WWA rientrò all'interno della NWA il 1º ottobre 1968.
Un altro finale controverso tra lo stesso Thesz e Buddy Rogers portò ad un'altra secessione, con la Capital Wrestling Corporation (CWC, in seguito World Wide Wrestling Federation, World Wrestling Federation e infine World Wrestling Entertainment) che riconobbe Rogers come campione legittimo, dando vita al WWWF World Championship.
In seguito alla vittoria del titolo del 1981 da parte di Ric Flair, legato alla Jim Crockett Promotions, il titolo fu difeso anche all'estero, con Flair che perdeva il titolo e lo riguadagnava pochi giorni dopo, a seconda delle indicazioni del consiglio d'amministrazione. In più di un'occasione, tuttavia, Flair effettuò questi scambi senza l'approvazione della federazione: nella maggior parte dei casi (come per la vittoria di Jack Veneno) il cambio di titolo non veniva riconosciuto dalla NWA. A partire dal 2015, tuttavia, la federazione ha riconosciuto alcuni scambi di titolo che avvennero tra Flair e Harley Race nel marzo 1984 in una tournée in Nuova Zelanda e Singapore.

### Periodo della Jim Crockett Promotions (1985-1988)
Nei primi anni '80 la JCP controllava numerosi territori NWA ed era solita limitare i match per il titolo ai lottatori che aveva sotto contratto, rendendo di fatto il titolo un'esclusiva della federazione. Il 14 febbraio 1986 debuttò la Big Gold Belt, la storica versione del titolo, in occasione di Battle of the Belts II, evento co-prodotto con la Championship Wrestling from Florida nel quale Flair difese il titolo con successo contro Barry Windham. In questo periodo la WCW tentò di allargare la sua immagine a livello nazionale nel tentativo di competere con la WWF, ma gli scarsi risultati la portarono ad un passo dalla bancarotta, prima di essere rilevata dalla Turner Broadcasting System che la rinominò in World Championship Wrestling. La federazione manteneva lo stato di affiliato alla NWA e poté continuare a pubblicizzare Ric Flair, allora campione NWA.

### Periodo della World Championship Wrestling (1988-1993)
Nonostante la WCW fosse ancora un territorio NWA, Turner cercò di liberarsi gradualmente del binomio: la NWA a questo punto manteneva un potere sempre più flebie, al punto che all'inizio del 1991 il titolo cambiò nome in WCW World Heavyweight Championship. 
In seguito ad un litigio con il vicepresidente della federazione Jim Herd, Flair fu licenziato dalla WCW il 1º luglio 1991, nonostante fosse ancora il campione NWA. Non avendo ricevuto indietro il suo deposito cauzionale di 25.000 $, Flair mantenne la cintura con sé. La WCW organizzò un incontro per il WCW World Heavyweight Championship, ritenuto vacante, ma non fu fatta menzione di quello NWA. Flair fu privato del titolo NWA dal consiglio di amministrazione poco dopo la sua firma con la WWF nel settembre 1991. Di fatto però Flair mostrò la Big Gold Belt nei programmi televisivi della WWF, definendosi il vero campione mondiale, ma dopo aver vinto il WWF Championship abbandonò la cintura, che fu restituita alla WCW nel luglio 1992.
Nell'agosto del 1992 il consiglio direttivo della NWA autorizzò WCW e New Japan Pro-Wrestling a tenere un torneo congiunto per decretare il nuovo campione NWA, utilizzando la Big gold Belt restituita alla WCW. La compagnia di Turner mantenne il suo titolo mondiale, mantenendo quindi attivi due titoli massimi. Tra il 1992 e il 1993 la cintura fu difesa sia in Giappone che negli eventi WCW, venendo anche riconquistata da Flair in seguito al suo ritorno nel luglio 1993. 
Dispute creative con il consiglio direttivo NWA portarono la WCW ad abbandonare l'alleanza il 1º settembre 1993, seppur mantenendo in un primo momento la cintura NWA. Un processo legale dichiarò che la WCW non poteva continuare a fare uso della dicitura NWA per la propria cintura, ma sancì che aveva diritto a possedere la Big Gold Belt e la sua storia. Attenendosi alla sentenza, la cintura smise di essere considerata un titolo NWA e la WCW iniziò a riferirsi ad essa semplicemente come World Heavyweight Championship prima di diventare noto come WCW International World Heavyweight Championship. Il titolo era definito come di proprietà di un'entità fittizia di nome WCW International, sulla falsa riga del consiglio d'amministrazione NWA, e venne unificato all'interno del titolo massimo WCW il 23 giugno 1994.

### Periodo di ECW, WWF e circuiti indipendenti (1993-2002)
Nonostante la perdita della WCW, la NWA accolse nuove federazioni all'interno dei suoi territori e pianificò l'organizzazione di un torneo per incoronare il suo nuovo campione, riportando in auge la Ten pounds of Gold, storica versione della cintura.
Nel 1994 la Eastern Championship Wrestling (ECW) era il territorio NWA più popolare e ottenne di ospitare il torneo per il titolo alla ECW Arena nell'agosto 1994. Il vincitore Shane Douglas però gettò via il titolo NWA, scoprendo la cintura dell'ECW World Heavyweight Championship; immediatamente dopo la ECW si ritirò dalla NWA e divenne Extreme Championship Wrestling, con la NWA che si ritrovò costretta a rendere nuovamente vacante il titolo.
Nonostante il danno di immagine, la NWA organizzò un nuovo torneo tre mesi dopo, gestito dalla Smoky Mountain Wrestling di proprietà di Jim Cornette. Chris Candido vinse il torneo e il titolo iniziò ad essere difeso in federazioni affiliate, come la stessa SMW e la United States Wrestling Association. Il successore di Candido, Dan Severn, cercò di riprendere la tradizione del campione itinerante, come fatto nei decenni precedenti, ma la competizione era minore a causa della mancanza di territori che potessero attrarre sfidanti all'altezza.
Nel tentativo di riguadagnare una rilevanza nazionale, la NWA strinse un accordo con Vince McMahon per delle apparizioni negli eventi WWF, portando sullo schermo una fazione di atleti NWA gestiti dallo stesso Jim Cornette. La collaborazione non ottenne però i risultati sperati e terminò nel giro di un anno, con il titolo che ricominciò ad essere difeso nei territori restanti.

### Periodo della Total Nonstop Action (2002-2007)
Nel Giugno 2002, Jeff e Jerry Jarrett fondarono la NWA: Total Nonstop Action (NWA-TNA, poi nota come Impact Wrestling), affiliata alla NWA e con il controllo creativo del titolo NWA. Dan Severn, campione in carica al momento dell'accordo, non era in grado di presenziare al primo evento della NWA-TNA e fu privato del titolo, assegnato a Ken Shamrock, vincitore di una Battle Royal. Nel 2004, la NWA-TNA abbandonò la NWA, modificando il suo nome di conseguenza, ma mantenne il diritto di poter usare il titolo NWA fino al 13 maggio 2007, quando l'accordo terminò e la TNA creò il proprio titolo massimo.

### Ritorno al circuito indipendente (2007-2017)
Il 22 maggio 2007 la NWA annunciò un nuovo torneo per decretare il campione dopo la fine della collaborazione con la TNA: fu Adam Pearce a vincere il titolo il 1º settembre 2007, ma riscontrò gli stessi problemi dei suoi predecessori nella mancanza di federazioni sufficientemente stabile da poter rendere credibile la figura del campione itinerante, così Pearce tenne la maggior parte delle sue difese nella NWA Pro. Il 7 giugno 2008, all'evento Ring of Honor Respect is Earned II, Pearce mostrò la cintura NWA, con il titolo che fu ufficialmente riconosciuto dalla ROH pochi mesi più tardi.
Nell'agosto 2012, in seguito ad una causa legale, i diritti della NWA passarono alla International Wrestling Corp di proprietà di R. Bruce Tharpe, le cui riforme spinsero molte federazioni ad abbandonare la NWA. Anche il titolo fu reso vacante, in seguito ad una divergenza di pareri tra la NWA e Adam Pearce, allora campione, riguardo ad un incontro titolato contro Colt Cabana.

### Lightning One (2017-)
Il 1º maggio 2017, la Lightning One, compagnia di proprietà di Billy Corgan, acquistò la NWA con i suoi diritti e titoli. A quel punto tutte le affiliazioni della NWA furono cessate e tutti i titoli ad eccezione del NWA World Heavyweight Championship (rinominato NWA Worlds Heavyweight Championship) furono resi vacanti. Il 20 ottobre 2017 la NWA lanciò su YouTube la serie Ten Pounds of Gold, incentrata principalmente sul titolo NWA, in quel momento detenuto da Tim Storm. Il 9 dicembre 2017 Storm perse il titolo ad un evento della Combat Zone Wrestling in favore di Nick Aldis, che nella primavera del 2018 iniziò a difendere il titolo in giro per il mondo.
A partire da giugno 2019 la NWA iniziò a diventare una federazione a se' stante, abbandonando il modello dei territori e annunciando un proprio show televisivo con il nome di NWA Power. I successivi passaggi di titolo avvengono quindi in eventi targati unicamente NWA.

## $25,000 deposit

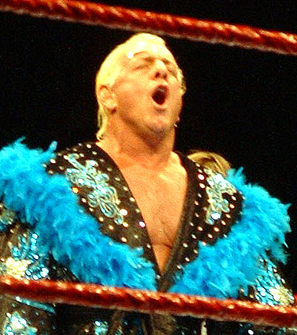
Ric Flair detiene il record di regni (9) nella storia del titolo

Durante l'età dell'oro della NWA, il consorzio richiedeva un deposito cauzionale di 25'000$ al suo campione del mondo in carica per assicurarsi che non vi fossero passaggi a federazioni rivali con la cintura mondiale al seguito e quando il titolo passava di mano, questa somma veniva restituita insieme agli interessi accumulati. 

Ci furono comunque delle eccezioni a questa prassi tra le più quelle di Ric Flair e Dusty Rhodes, che rifiutarono la restituzione del deposito al momento del cambio di titolo perché sapevano che prima o poi la cintura sarebbe di nuovo tornata in loro possesso e questa pratica portò la NWA a conseguenze più nefaste poiché nel 1991 quando Ric Flair (l'allora detentore del titolo e sotto contratto con l'affiliata WCW) passò alla WWF portò con sé la cintura per apparire negli spettacoli televisivi con essa e proclamarsi "The Real World Champion". 

In conseguenza di questo uso improprio la NWA ottenne che la WWF creasse una cintura del tutto simile alla Big Gold Belt e che fu chiamata "Vegas" Big Gold e che poteva liberamente usare nei propri programmi. 

In seguito (e dopo alcune battaglie legali) questa versione della Big Gold venne donata da Flair a Triple H, mentre l'originale cintura ritornò alla federazione legittima e proprietaria (la NWA/WCW), che ne dispose per i propri scopi e di cui ne creò numerose copie.
Per ironia della sorte molte di queste copie divennero proprietà della WWF in quanto, al momento dell'acquisizione della federazione WCW (fallita il 26 marzo 2001) la stessa WWF ne poté disporre a suo piacimento (una delle copie più famose fu quella che Hulk Hogan vinse a Bash at the Beach contro Jeff Jarrett prima di essere licenziato in diretta TV da Vince Russo e che tenne con sé mentre altre due delle copie sono divenute proprietà di due ex campioni del mondo WCW, Sting e Diamond Dallas Page).

## Albo d'oro

### Nome
| Nome                                | Periodo                          |
| ----------------------------------- | -------------------------------- |
| NWA World Heavyweight Championship  | 14 luglio 1948 - 21 ottobre 2016 |
| NWA Worlds Heavyweight Championship | 21 ottobre 2016 - attuale        |

### Regni
| Legenda  |                                                                               |
| -------- | ----------------------------------------------------------------------------- |
| #        | Indica il numero del regno titolato                                           |
| Regno    | Viene indicato il numero del regno del campione                               |
| Data     | La data in cui il titolo è stato vinto                                        |
| Località | Indica il luogo in cui il titolo è stato vinto                                |
| Note     | Indica notizie particolari riguardanti i cambi di titolo o altre informazioni |

| No.                                                       | Campione             | Cambio di titolo  | Cambio di titolo                              | Cambio di titolo                     | Statistiche regno | Statistiche regno | Statistiche regno   | Note | Ref.   |
| No.                                                       | Campione             | Data              | Evento                                        | Posizione                            | Regno             | Giorni            | Giorni riconosciuti | Note | Ref.   |
| --------------------------------------------------------- | -------------------- | ----------------- | --------------------------------------------- | ------------------------------------ | ----------------- | ----------------- | ------------------- | --- | ------ |
| National Wrestling Alliance                               |                      |                   |                                               |                                      |                   |                   |                     | |        |
| 1                                                         | Orville Brown        | 14 luglio 1948    | House Show                                    | Des Moines, Iowa                     | 1                 | 501               | 501                 | Nel luglio 1948 fu fondata la National Wrestling Alliance e Brown fu riconosciuto come il primo campione mondiale dei pesi massimi NWA. La durata del suo regno è calcolata dalla data in cui sconfisse Sonny Myers per conquistare il titolo mondiale. |        |
| 2                                                         | Lou Thesz            | 27 novembre 1949  | N / A                                         | N / A                                | 1                 | 1.941             | 2.300               | Quando Brown subì un incidente automobilistico il 1º novembre 1949, il titolo fu dato a Lou Thesz. Thesz aveva già vinto il National Wrestling Association World Heavyweight Championship nel luglio 1948 da Wild Bill Longson. Thesz è diventato il campione "indiscusso" di wrestling, dopo 16 anni, vincendo il Los Angeles Olympic Auditorium World Heavyweight Championship, il restante maggior campionato mondiale al tempo indipendente dal campionato mondiale dei pesi massimi NWA, sconfiggendo il Baron Michele Leone il 21 maggio 1952. |        |
| †                                                         | Leo Nomellini        | 22 marzo 1955     | House Show                                    | San Francisco, California            | -                 | 115               | -                   | Nomellini sconfisse Thesz per squalifica. La NWA non riconosce ufficialmente il cambio di titolo, ma entrambi i wrestler si sono proclamati campioni. |        |
| †                                                         | Lou Thesz            | 15 luglio 1955    | House Show                                    | Toronto, Ontario                     | 1                 | 244               | -                   | Thesz ha sconfitto Nomellini in una rivincita. Questo regno è considerato una continuazione del primo, come se non fosse mai stato interrotto. |        |
| 3                                                         | Whipper Billy Watson | 15 marzo 1956     | House Show                                    | Toronto, Ontario                     | 1                 | 239               | 239                 | Watson ha sconfitto Thesz per count-out, ma la NWA ha riconosciuto il cambio di titolo. |        |
| 4                                                         | Lou Thesz            | 9 novembre 1956   | House Show                                    | St. Louis, nel Missouri              | 2(3)              | 217               | 370                 | Thesz ha sconfitto Watson per count-out, ma la NWA ha riconosciuto il cambio di titolo. |        |
| †                                                         | Édouard Carpentier   | 14 giugno 1957    | House Show                                    | Chicago, Ilinois                     | -                 | 40                | -                   | Carpentier ha sconfitto Thesz per squalifica, quando questi non ha potuto continuare l'incontro a causa di un infortunio alla schiena. La NWA inizialmente riconobbe ma poi annullò il cambio di titolo, ma alcuni territori riconobbero Carpentier come campione NWA. |        |
| †                                                         | Lou Thesz            | 24 luglio 1957    | House Show                                    | Montréal, Quebec                     | 4                 | 113               | -                   | Thesz ha sconfitto Carpentier in una rivincita per squalifica. La NWA inizialmente non riconobbe il cambio di titolo, continuando ad attribuire il titolo a Carpentier, ma cambiò la sua decisione quando Carpentier e il suo manager Eddie Quinn lasciarono la NWA nell'agosto 1958. Alcuni territori come Boston (AAC), Los Angeles (NAWA/WWA) e Nebraska continuarono a riconobbere Carpentier come campione. L'AAC ha riconosciuto Killer Kowalski come campione quando ha sconfitto Carpentier a Boston. Il Nebraska in seguito ha riconosciuto Verne Gagne come campione quando ha sconfitto Carpentier a Omaha. Il NAWA/WWA ha riconosciuto Freddie Blassie come campione quando ha sconfitto Carpentier nel 1961. Questo regno è considerato una continuazione del secondo titolo di Thesz, come se non fosse mai stato interrotto. |        |
| 5                                                         | Dick Hutton          | 14 novembre 1957  | House Show                                    | Toronto, Ontario                     | 1                 | 421               | 421                 | |        |
| 6                                                         | Pat O'Connor         | 9 gennaio 1959    | House Show                                    | St. Louis, nel Missouri              | 1                 | 440               | 903                 | O’Connor è l’ultimo campione del mondo indiscusso perché nel 1960 ci sarà la creazione dell'AWA World Heavyweight Championship. |        |
| †                                                         | Gene LeBell          | 24 marzo 1960     | House Show                                    | Amarillo, Texas                      | 1                 | <1                | -                   | LeBell ha sconfitto O'Connor, ma al termine del match ha colpito un membro della commissione e la NWA non ha riconosciuto il cambio di titolo |        |
| †                                                         | Pat O'Connor         | 24 marzo 1960     | House Show                                    | Amarillo, Texas                      | 2                 | 463               | -                   | Il titolo è stato riassegnato ad O'Connor a causa della squalifica di LeBell, ma il regno è considerato una continuazione del regno precedente. |        |
| 7                                                         | Buddy Rogers         | 30 giugno 1961    | House Show                                    | Chicago, Illinois                    | 1                 | 145               | 573                 | Il 2 agosto 1962, Bruno Sammartino sconfisse Rogers a Toronto, ma rifiutò di accettare il titolo perché Rogers aveva lottato con un infortunio. |        |
| †                                                         | Bruno Sammartino     | 2 agosto 1962     | House Show                                    | Toronto, Ontario                     | 1                 | <1                | -                   | Sammartino sconfisse Rogers, ma rifiutò di accettare il titolo perché Rogers aveva lottato con un infortunio. |        |
| †                                                         | Buddy Rogers         | 2 agosto 1962     | House Show                                    | Toronto, Ontario                     | 2                 | 16                | -                   | Il titolo fu restituito a Rogers dopo che Sammartino rifiutò il verdetto. Il regno è considerato una continuazione del regno precedente. |        |
| †                                                         | Bobo Brazil          | 18 agosto 1962    | House Show                                    | Newark, New Jersey                   | 1                 | 73                | -                   | Brazil sconfisse Rogers, ma inizialmente rifiutò di accettare il titolo perché Rogers disse di aver lottato con un infortunio. Il 6 settembre 1962 un medico determinò che Rogers non era infortunato e Brazil fu dichiarato campione, ma la NWA non riconosce il cambio di titolo. |        |
| †                                                         | Buddy Rogers         | 30 ottobre 1962   | House Show                                    | Toledo, Ohio                         | 3                 | 86                | -                   | Il regno è considerato una continuazione del regno precedente. |        |
| †                                                         | Killer Kowalski      | 21 novembre 1962  | House Show                                    | Montreal, Quebec                     | 1                 | 61                | -                   | Kowalski sconfisse Rogers, ma il cambio di titolo fu riconosciuto solo in Texas. |        |
| †                                                         | Buddy Rogers         | 21 gennaio 1962   | House Show                                    | New York, New York                   | 4                 | 3                 | -                   | Il regno è considerato una continuazione del regno precedente. |        |
| 8                                                         | Lou Thesz            | 24 gennaio 1963   | House Show                                    | Toronto, Ontario                     | 3(4)              | 1.079             | 1.079               | |        |
| 9                                                         | Gene Kiniski         | 7 gennaio 1966    | House Show                                    | St. Louis, nel Missouri              | 1                 | 1.131             | 1.131               | |        |
| 10                                                        | Dory Funk Jr.        | 11 febbraio 1969  | House Show                                    | Tampa, in Florida                    | 1                 | 1.563             | 1.563               | |        |
| 11                                                        | Harley Race          | 24 maggio 1973    | House Show                                    | Kansas City, Kansas                  | 1                 | 57                | 57                  | |        |
| 12                                                        | Jack Brisco          | 20 luglio 1973    | House Show                                    | Houston, Texas                       | 1                 | 500               | 500                 | |        |
| 13                                                        | Giant Baba           | 2 dicembre 1974   | House Show                                    | Kagoshima, Giappone                  | 1                 | 7                 | 7                   | |        |
| 14                                                        | Jack Brisco          | 9 dicembre 1974   | House Show                                    | Toyohashi, Giappone                  | 2                 | 366               | 366                 | |        |
| 15                                                        | Terry Funk           | 10 dicembre 1975  | House Show                                    | Miami Beach, in Florida              | 1                 | 424               | 424                 | |        |
| 16                                                        | Harley Race          | 6 febbraio 1977   | House Show                                    | Toronto, Ontario                     | 2                 | 926               | 926                 | |        |
| 17                                                        | Dusty Rhodes         | 21 agosto 1979    | House Show                                    | Tampa, in Florida                    | 1                 | 5                 | 5                   | |        |
| 18                                                        | Harley Race          | 26 agosto 1979    | House Show                                    | Orlando, in Florida                  | 3                 | 66                | 66                  | |        |
| 19                                                        | Giant Baba           | 31 ottobre 1979   | House Show                                    | Nagoya, Giappone                     | 2                 | 7                 | 7                   | |        |
| 20                                                        | Harley Race          | 7 novembre 1979   | House Show                                    | Amagasaki, Giappone                  | 4                 | 302               | 302                 | |        |
| 21                                                        | Giant Baba           | 4 settembre 1980  | House Show                                    | Saga, Giappone                       | 3                 | 5                 | 5                   | |        |
| 22                                                        | Harley Race          | 9 settembre 1980  | House Show                                    | Otsu, Giappone                       | 5                 | 230               | 230                 | |        |
| 23                                                        | Tommy Rich           | 27 aprile 1981    | House Show                                    | Augusta, Georgia                     | 1                 | 4                 | 4                   | |        |
| 24                                                        | Harley Race          | 1 maggio 1981     | House Show                                    | Gainesville, Georgia                 | 6                 | 51                | 51                  | |        |
| 25                                                        | Dusty Rhodes         | 21 giugno 1981    | House Show                                    | Atlanta, Georgia                     | 2                 | 88                | 88                  | |        |
| 26                                                        | Ric Flair            | 17 settembre 1981 | House Show                                    | Kansas City, Kansas                  | 1                 | 631               | 631                 | |        |
| †                                                         | The Midnight Rider   | 9 febbraio 1982   | House Show                                    | Miami, Florida                       | 3                 | <1                | -                   | The Midnight Rider (Dusty Rhodes mascherato, poiché sospeso in Florida) sconfisse Flair, ma il presidente della NWA Bob Geigel chiese a Rider di smascherarsi oppure di restituire la cintura, poiché le regole NWA di allora vietavano ai lottatori mascherati di conquistare titoli. |        |
| †                                                         | Ric Flari            | 9 febbraio 1982   | House Show                                    | Miami, Florida                       | 2                 | 150               | -                   | Il titolo fu restituito a Flair. Il regno viene considerato una continuazione del regno precedente. |        |
| †                                                         | Jack Veneno          | 7 settembre 1982  | House Show                                    | Santo Domingo, Repubblica Dominicana | -                 | <1                | -                   | Veneno sconfisse Flair, ma rifiutò di difendere il titolo al di fuori del suo paese natale. Il titolo è stato restituito a Flair lo stesso giorno. |        |
| †                                                         | Ric Flair            | 7 settembre 1982  | House Show                                    | Santo Domingo, Repubblica Dominicana | 3                 | 121               | -                   | Il titolo fu restituito a Flair. Il regno viene considerato una continuazione del regno precedente. |        |
| †                                                         | Carlos Colón         | 6 gennaio 1983    | House Show                                    | San Juan, Porto Rico                 | 1                 | 4                 | -                   | Questo cambio di titolo non è riconosciuto dall'NWA. Anche il WWC Heavyweight Championship di Colon era in palio. |        |
| †                                                         | Ric Flair            | 10 gennaio 1983   | House Show                                    | Miami, Florida                       | 4                 | 151               | -                   | Questo cambio di titolo non è riconosciuto dal NWA che lo considera come una continuazione del primo regno. Victor Jovica sconfisse Flair l'8 febbraio 1983 a Couva, Trinidad, ma la decisione fu annullata tre giorni dopo, perché i piedi di Jovica erano sulla corda durante lo schienamento. |        |
| 27                                                        | Harley Race          | 10 giugno 1983    | House Show                                    | St. Louis, nel Missouri              | 7                 | 167               | 167                 | |        |
| 28                                                        | Ric Flair            | 24 novembre 1983  | Starrcade                                     | Greensboro, North Carolina           | 2(5)              | 117               | 164                 | In uno Steel Cage Match. L'ex campione Gene Kiniski era l'arbitro speciale. |        |
| †                                                         | Harley Race          | 20 marzo 1984     | House Show                                    | Wellington, Nuova Zelanda            | 8                 | 3                 | -                   | Il cambio di titolo non è stato riconosciuto dalla NWA se non in un'occasione nel 2015. Il cambio di titolo è stato riconosciuto dalla WCW dal 1998 al 2001. |        |
| †                                                         | Ric Flair            | 23 marzo 1984     | House Show                                    | Kallang, Singapore                   | 6                 | 44                | 44                  | Il cambio di titolo non è stato riconosciuto dalla NWA se non in un'occasione nel 2015. Il cambio di titolo è stato riconosciuto dalla WCW dal 1998 al 2001. |        |
| 29                                                        | Kerry Von Erich      | 6 maggio 1984     | Von Erich Memorial Parade of Champions        | Irving, Texas                        | 1                 | 18                | 18                  | |        |
| Jim Crockett Promotions / World Championship Wrestling    |                      |                   |                                               |                                      |                   |                   |                     | |        |
| 30                                                        | Ric Flair            | 24 maggio 1984    | House Show                                    | Yokosuka, Giappone                   | 3(7)              | 793               | 793                 | Il 14 febbraio 1986 la Big Gold Belt inizia a rappresentare il titolo NWA. |        |
| 31                                                        | Dusty Rhodes         | 26 luglio 1986    | The Great American Bash                       | Greensboro, North Carolina           | 3(4)              | 14                | 14                  | |        |
| 32                                                        | Ric Flair            | 9 agosto 1986     | House Show                                    | St. Louis, nel Missouri              | 4(8)              | 412               | 412                 | |        |
| 33                                                        | Ron Garvin           | 25 settembre 1987 | NWA World Wide Wrestling                      | Detroit, Michigan                    | 1                 | 62                | 62                  | |        |
| 34                                                        | Ric Flair            | 26 novembre 1987  | Starrcade                                     | Chicago, Ilinois                     | 5(9)              | 452               | 452                 | Il 21 novembre 1988 la promozione di punta della NWA, Jim Crockett Promotions (JCP), fu acquistata da Ted Turner e ribattezzata World Championship Wrestling (WCW). |        |
| 35                                                        | Ricky Steamboat      | 20 febbraio 1989  | Chi-Town Rumble                               | Chicago, Ilinois                     | 1                 | 76                | 76                  | |        |
| 36                                                        | Ric Flair            | 7 maggio 1989     | WrestleWar                                    | Nashville, Tennessee                 | 6(10)             | 426               | 426                 | |        |
| 37                                                        | Sting                | 7 luglio 1990     | The Great American Bash                       | Baltimora, nel Maryland              | 1                 | 188               | 188                 | |        |
| 38                                                        | Ric Flair            | 11 gennaio 1991   | House Show                                    | East Rutherford, New Jersey          | 7(11)             | 69                | 69                  | Dopo la vittoria di questo titolo, Flair è stato anche riconosciuto come il primo campione mondiale dei pesi massimi WCW. Dei sedici titoli mondiali riconosciuti a Flair, la WWE riconosce questo regno come uno NWA. |        |
| 39                                                        | Tatsumi Fujinami     | 21 marzo 1991     | Starrcade, Tokyo Dome                         | Tokyo, Giappone                      | 1                 | 59                | 59                  | Brevemente difeso insieme al titolo IWGP dei pesi massimi. Questo cambio di titolo è stato inizialmente ignorato negli Stati Uniti, ma è stato riconosciuto retroattivamente. |        |
| 40                                                        | Ric Flair            | 19 maggio 1991    | SuperBrawl I                                  | San Pietroburgo, in Florida          | 8(12)             | 112               | 112                 | Questo cambio di titolo fu inizialmente ignorato negli Stati Uniti, presentandolo come continuazione del regno precedente. |        |
| -                                                         | Vacante              | 8 settembre 1991  | -                                             | -                                    | -                 | -                 | -                   | Flair è stato privato del titolo NWA al momento della firma con la World Wrestling Federation |        |
| 41                                                        | Masahiro Chono       | 12 agosto 1992    | G1 Climax 1992 - Giorno 5                     | Tokyo, Giappone                      | 1                 | 145               | 145                 | Chono sconfisse Rick Rude nella finale del G1 Climax. |        |
| 42                                                        | The Great Muta       | 4 gennaio 1993    | Japan Supershow III                           | Tokyo, Giappone                      | 1                 | 48                | 48                  | Anche il titolo dei pesi massimi IWGP di Muta era in palio. |        |
| 43                                                        | Barry Windham        | 21 febbraio 1993  | SuperBrawl III                                | Asheville, Carolina del Nord         | 1                 | 147               | 147                 | |        |
| 44                                                        | Ric Flair            | 18 luglio 1993    | Beach Blast                                   | Biloxi, Mississippi                  | 9(13)             | 57                | 57                  | |        |
| -                                                         | Vacante              | 13 settembre 1993 | -                                             | -                                    | -                 | -                 | -                   | Vacante quando la WCW si separò definitivamente dalla NWA. A questo punto la WCW riconosce Flair come il primo detentore del titolo WCW International World Heavyweight Championship, rappresentato dalla Big Gold Belt, ma non ha lo status di campione mondiale. |        |
| National Wrestling Alliance                               |                      |                   |                                               |                                      |                   |                   |                     | |        |
| 45                                                        | Shane Douglas        | 27 agosto 1994    | NWA World Title Tournament                    | Philadelphia, Pennsylvania           | 1                 | <1                | <1                  | Douglas sconfisse 2 Cold Scorpio nella finale del torneo. |        |
| -                                                         | Vacante              | 27 agosto 1994    | NWA World Title Tournament                    | Philadelphia, Pennsylvania           | -                 | -                 | -                   | Douglas ha lasciato la cintura NWA World Heavyweight Championship immediatamente dopo averla conquistata dichiarando di non voler essere il campione di un'organizzazione morta nel 1988. Douglas ha quindi dichiarato il titolo NWA-ECW dei pesi massimi, di cui era già in possesso, titolo mondiale. L'Eastern Championship Wrestling esce dalla NWA e diventa Extreme Championship Wrestling. |        |
| 46                                                        | Chris Candido        | 19 novembre 1994  | NWA World Heavyweight Title Tournament        | Cherry Hill, New Jersey              | 1                 | 97                | 97                  | Candido sconfisse Tracy Smothers nella finale del torneo. |        |
| 47                                                        | Dan Severn           | 24 febbraio 1995  | House Show                                    | Erlanger, Kentucky                   | 1                 | 1,479             | 1,479               | |        |
| 48                                                        | Naoya Ogawa          | 14 marzo 1999     | House Show                                    | Yokohama, Giappone                   | 1                 | 195               | 195                 | |        |
| 49                                                        | Gary Steele          | 25 settembre 1999 | 51º anniversario                              | Charlotte, North Carolina            | 1                 | 7                 | 7                   | In un 3-Way in cui partecipò anche Brian Anthony. |        |
| 50                                                        | Naoya Ogawa          | 2 ottobre 1999    | House Show                                    | Thomaston, nel Connecticut           | 2                 | 274               | 274                 | |        |
| -                                                         | Vacante              | 2 luglio 2000     | -                                             | -                                    | -                 | -                 | -                   | Ogawa ha reso vacante il titolo. |        |
| 51                                                        | Mike Rapada          | 19 settembre 2000 | House Show                                    | Tampa, in Florida                    | 1                 | 56                | 56                  | Sconfisse Jerry Flynn nella finale del torneo. |        |
| 52                                                        | Sabu                 | 14 novembre 2000  | House Show                                    | Tampa, in Florida                    | 1                 | 38                | 38                  | |        |
| 53                                                        | Mike Rapada          | 22 dicembre 2000  | House Show                                    | Nashville, Tennessee                 | 2                 | 123               | 123                 | |        |
| 54                                                        | Steve Corino         | 24 aprile 2001    | House Show                                    | Tampa, in Florida                    | 1                 | 172               | 172                 | |        |
| -                                                         | Vacante              | 13 ottobre 2001   | 53º anniversario                              | San Pietroburgo, in Florida          | -                 | -                 | -                   | Il titolo è stato reso vacante dopo un incontro tra Corino e Shinya Hashimoto terminato in no contest in seguito ad un infortunio alla testa di Corino. |        |
| 55                                                        | Shinya Hashimoto     | 15 dicembre 2001  | House Show                                    | McKeesport, Pennsylvania             | 1                 | 84                | 84                  | In un round robin a tre incontri: Gary Steele contro Steve Corino, Gary Steele contro Shinya Hashimoto e Steve Corino contro Shinya Hashimoto. Vinse Hashimoto. |        |
| 56                                                        | Dan Severn           | 9 marzo 2002      | House Show                                    | Tokyo, Giappone                      | 2                 | 80                | 80                  | |        |
| -                                                         | Vacante              | 28 maggio 2002    | -                                             | -                                    | -                 | -                 | -                   | Severn è stato privato del titolo perché non sarebbe stato presente al PPV inaugurale della Total Nonstop Action Wrestling. Titolo reso esclusivo per la TNA. |        |
| Total Nonstop Action Wrestling                            |                      |                   |                                               |                                      |                   |                   |                     | |        |
| 57                                                        | Ken Shamrock         | 19 giugno 2002    | Evento pay-per-view settimanale NWA-TNA n. 1  | Huntsville, Alabama                  | 1                 | 49                | 49                  | Shamrock sconfisse Malice nelle finali di un Gauntlet Match per diventare il primo campione NWA/TNA. |        |
| 68                                                        | Ron Killings         | 7 agosto 2002     | Evento pay-per-view settimanale NWA-TNA n. 8  | Nashville, Tennessee                 | 1                 | 105               | 105                 | Riconosciuto come il primo wrestler afro-americano a vincere il titolo NWA. |        |
| 59                                                        | Jeff Jarrett         | 20 novembre 2002  | Evento pay-per-view settimanale NWA-TNA n. 22 | Nashville, Tennessee                 | 1                 | 203               | 203                 | Unificato con il WWA Heavyweight Championship, battendo Sting il 25 maggio 2003 ad Auckland, in Nuova Zelanda. |        |
| 60                                                        | AJ Styles            | 11 giugno 2003    | Evento pay-per-view settimanale NWA-TNA n. 48 | Nashville, Tennessee                 | 1                 | 133               | 133                 | In un 3-way a cui partecipava anche Raven. |        |
| 61                                                        | Jeff Jarrett         | 22 ottobre 2003   | Evento pay-per-view settimanale NWA-TNA n. 67 | Nashville, Tennessee                 | 2                 | 182               | 182                 | |        |
| 62                                                        | AJ Styles            | 21 aprile 2004    | Evento pay-per-view settimanale NWA-TNA n. 91 | Nashville, Tennessee                 | 2                 | 28                | 28                  | In uno Steel Cage Match. |        |
| 63                                                        | Ron Killings         | 19 maggio 2004    | Evento pay-per-view settimanale NWA-TNA n. 95 | Nashville, Tennessee                 | 2                 | 14                | 14                  | In un 4-Way a cui partecipavano anche Raven e Chris Harris. |        |
| 64                                                        | Jeff Jarrett         | 2 giugno 2004     | Evento pay-per-view settimanale NWA-TNA n. 97 | Nashville, Tennessee                 | 3                 | 347               | 347                 | In un King of the Mountain Match, il primo della storia della Tna, che comprendeva anche AJ Styles, Chris Harris e Raven. |        |
| 65                                                        | Ray González         | 3 aprile 2005     | Juicio Finale                                 | San Juan, Porto Rico                 | 1                 | <1                | <1                  | González è stato privato del titolo più tardi la stessa sera a causa dello schienamento contato dall'arbitro sbagliato. Questo regno fu ignorato dall'NWA e dalla TNA, e Jarrett continuò ad essere riconosciuto come campione. Riconoscimento retroattivo da parte dell'NWA a partire dal 16 febbraio 2015. |        |
| 66                                                        | Jeff Jarrett         | 3 aprile 2005     | Juicio Finale                                 | San Juan, Porto Rico                 | 3                 | -                 | -                   | Il titolo la stessa notte è tornato a Jarrett a causa di un malinteso durante il match, venendo considerato una continuazione del precedente regno di Jarrett. |        |
| 67                                                        | AJ Styles            | 15 maggio 2005    | Hard Justice                                  | Orlando, in Florida                  | 3                 | 35                | 35                  | Sconfitto Jeff Jarrett per il titolo. Tito Ortiz era l'arbitro speciale. |        |
| 68                                                        | Raven                | 19 giugno 2005    | Slammiversary                                 | Orlando, in Florida                  | 1                 | 88                | 88                  | In un King of the Mountain match che comprendeva anche Abyss, Monty Brown e Sean Waltman. |        |
| 69                                                        | Jeff Jarrett         | 15 settembre 2005 | Border City Wrestling                         | Windsor, Ontario                     | 4                 | 38                | 38                  | |        |
| 70                                                        | Rhyno                | 23 ottobre 2005   | Bound for Glory                               | Orlando, in Florida                  | 1                 | 2                 | 2                   | Rhino ha vinto il diritto di affrontare Jarrett in un Gauntlet match per il titolo, dopo aver vinto prima un Four-way monster ball match contro Abyss (con James Mitchell), Jeff Hardy e Sabu, soprattutto dopo che lo sfidante designato Kevin Nash si infortunò e si ritirò. Rhino divenne il primo wrestler della storia della TNA e della nascita del Pay-per-view Bound for Glory a vincere tre match nella stessa serata. |        |
| 71                                                        | Jeff Jarrett         | 25 ottobre 2005   | Impact!                                       | Orlando, in Florida                  | 5                 | 110               | 110                 | In onda il 3 novembre 2005. |        |
| 72                                                        | Christian Cage       | 12 febbraio 2006  | Against All Odds                              | Orlando, in Florida                  | 1                 | 126               | 126                 | |        |
| 73                                                        | Jeff Jarrett         | 18 giugno 2006    | Slammiversary                                 | Orlando, in Florida                  | 6                 | 126               | 126                 | In un King of the Mountain Match. |        |
| 74                                                        | Sting                | 22 ottobre 2006   | Bound for Glory                               | Plymouth, Michigan                   | 2                 | 28                | 28                  | Kurt Angle era l’arbitrio speciale del match. Questo è stato un incontro in cui Sting ha messo in gioco la sua carriera. Ad oggi è l’unico World status che la WWE riconosce nel secondo periodo del Titolo NWA. |        |
| 75                                                        | Abyss                | 19 novembre 2006  | Genesis                                       | Orlando, in Florida                  | 1                 | 56                | 56                  | Abyss ha battuto Sting per squalifica dopo che Sting ha spinto l'arbitro e (secondo il regolamento applicato ai titoli difesi nella TNA), anche la perdita della cintura del campione. |        |
| 76                                                        | Christian Cage       | 14 gennaio 2007   | Final Resolution                              | Orlando, in Florida                  | 2                 | 119               | 119                 | In un 3-way elimation match che comprendeva anche Sting. |        |
| -                                                         | Vacante              | 13 maggio 2007    | -                                             | -                                    | -                 | -                 | -                   | Cage è stato privato del titolo quando NWA e TNA hanno concluso i loro rapporti commerciali. Kurt angle non venne riconosciuto come ultimo detentore del NWA World Heavyweight Championship. però angle venne riconosciuto solo come primo campione con la nascita del Tna World Heavyweight Championship. |        |
| National Wrestling Alliance                               |                      |                   |                                               |                                      |                   |                   |                     | |        |
| 77                                                        | Adam Pearce          | 1 settembre 2007  | Home Show                                     | Bayamón, Porto Rico                  | 1                 | 336               | 336                 | Pearce sconfisse Brent Albright nelle finali del torneo Reclaiming the Glory. Pearce ha gareggiato come sostituto di Bryan Danielson, che ha sconfitto Pearce in semifinale ma si è ritirato dal torneo a causa di una retina distaccata. Danielson era l'arbitro speciale. |        |
| 78                                                        | Brent Albright       | 2 agosto 2008     | Death Before Dishonor VI                      | New York City, New York              | 1                 | 49                | 49                  | |        |
| 79                                                        | Adam Pearce          | 20 settembre 2008 | Glory By Honor 7                              | Philadelphia, Pennsylvania           | 2                 | 35                | 35                  | |        |
| 80                                                        | Blue Demon Jr.       | 25 ottobre 2008   | Home Show                                     | Città del Messico, Messico           | 1                 | 505               | 505                 | |        |
| 81                                                        | Adam Pearce          | 14 marzo 2010     | Home Show                                     | Charlotte, North Carolina            | 3                 | 357               | 357                 | In un 3-Way match che comprendeva anche con Phill Shatter. |        |
| 83                                                        | Colt Cabana          | 6 marzo 2011      | NWA Championship Wrestling from Hollywood     | West Hollywood, California           | 1                 | 48                | 48                  | |        |
| 83                                                        | The Sheik II         | 23 aprile 2011    | Subtle Hustle                                 | Jacksonville, in Florida             | 1                 | 79                | 79                  | |        |
| -                                                         | Vacante              | 11 luglio 2011    | -                                             | -                                    | -                 | -                 | -                   | The Sheik è stato privato del titolo per aver rifiutato di difenderlo contro Adam Pearce |        |
| 84                                                        | Adam Pearce          | 31 luglio 2011    | NWA alla Ohio State Fair                      | Columbus, Ohio                       | 4                 | 252               | 252                 | In un 4-way contro Chance Prophet, Jimmy Rave e Shaun Tempers. |        |
| 85                                                        | Colt Cabana          | 8 aprile 2012     | NWA Championship Wrestling from Hollywood     | Glendale, California                 | 2                 | 104               | 104                 | |        |
| 86                                                        | Adam Pearce          | 21 luglio 2012    | Metro Pro Wrestling                           | Kansas City, Kansas                  | 5                 | 98                | 98                  | In un two out of three falls match. |        |
| National Wrestling Alliance/International Wrestling Corp. |                      |                   |                                               |                                      |                   |                   |                     | |        |
| -                                                         | Vacante              | 27 ottobre 2012   | NWA Warzone Wrestling 14                      | Berwick, Victoria, Australia         | -                 | -                 | -                   | Pearce ha lasciato l'NWA e si è dimesso da campione dopo che l'organizzazione si è rifiutata di permettergli di difendere il titolo nel match conclusivo della serie best-of-seven contro Cabana. L'incontro si è risolto con la vittoria di Cabana, ma entrambi i lottatori hanno rifiutato il titolo in seguito. |        |
| 87                                                        | Kahagas              | 2 novembre 2012   | Wrath of Champions                            | Clayton, New Jersey                  | 1                 | 134               | 134                 | Ha vinto un match eliminatorio per il titolo vacante eliminando per ultimo Damien Wayne. L'incontro ha visto anche Chance Prophet, Jason Kincaid, Lance Erikson, Anthony Nese, Papadon, Biggie Biggs e Lance Anoa'i. Kahagas era il campione nazionale dei pesi massimi NWA in carica al momento della sua vittoria. |        |
| 88                                                        | Rob Conway           | 16 marzo 2013     | A Monster's Ball                              | San Antonio, Texas                   | 1                 | 294               | 294                 | Rob Conway sostituì un Jax Dane ferito e sconfisse Kahagas per il titolo. |        |
| 89                                                        | Satoshi Kojima       | 4 gennaio 2014    | Wrestle Kingdom 8, Tokyo Dome                 | Tokyo, Giappone                      | 1                 | 149               | 149                 | |        |
| 90                                                        | Rob Conway           | 2 giugno 2014     | Cauliflower Alley Club Reunion Show           | Las Vegas, Nevada                    | 2                 | 257               | 257                 | |        |
| 91                                                        | Hiroyoshi Tenzan     | 14 febbraio 2015  | The New Beginning in Sendai                   | Sendai, Giappone                     | 1                 | 196               | 196                 | |        |
| 92                                                        | Jax Dane             | 29 agosto 2015    | World War Gold                                | San Antonio, Texas                   | 1                 | 419               | 419                 | |        |
| National Wrestling Alliance/Lightning One Inc.            |                      |                   |                                               |                                      |                   |                   |                     | |        |
| 93                                                        | Tim Storm            | 21 ottobre 2016   | Home Show                                     | Sherman, in Texas                    | 1                 | 414               | 414                 | |        |
| 94                                                        | Nick Aldis           | 9 dicembre 2017   | Cage of Death 19                              | Sewell, New Jersey                   | 1                 | 266               | 266                 | |        |
| 95                                                        | Cody Rhodes          | 1 settembre 2018  | All In                                        | Hoffman Estates, Illinois            | 1                 | 50                | 50                  | |        |
| 96                                                        | Nick Aldis           | 21 ottobre 2018   | 70º anniversario                              | Nashville, Tennessee                 | 2                 | 1.043             | 1.043               | In un two out of three falls match. |        |
| 97                                                        | Trevor Murdoch       | 29 agosto 2021    | 73º anniversario                              | St. Louis, Missouri                  | 1                 |                   |                     | |        |
| 98                                                        | Matt Cardona         | 12 febbraio 2022  | NWA PowerrrTrip                               | Oak Grove, Kentucky                  | 1                 | 119               | 119                 | | [ 12 ] |
| -                                                         | Vacante              | 11 giugno 2022    | NWA Alwayz Ready                              | Knoxville, Texas                     | -                 | -                 | -                   | Cardona rese vacante il titolo a causa di un infortunio. |        |
| 99                                                        | Trevor Murdoch       | 11 giugno 2022    | NWA Alwayz Ready                              | Knoxville, Texas                     | 2                 | 154               | 154                 | In un 4-way con Nick Aldis, Thom Latimer e Sam Shaw. |        |
| 100                                                       | Tyrus                | 12 novembre 2022  | NWA Hard Times 3                              | Chalmette, Louisiana                 | 1                 | 288               | 288                 | In un 3-way con Trevor Murdoch e Matt Cardona. |        |
| 101                                                       | EC3                  | 27 agosto 2023    | 75º anniversario                              | St. Louis, Missouri                  | 1                 | 370               | 370                 | | [ 13 ] |
| 102                                                       | Thom Latimer         | 31 agosto 2024    | 76º anniversario                              | Filadelfia, Pennsylvania             | 1                 | 350               | 350                 | |        |
| 103                                                       | Silas Mason          | 16 agosto 2025    | 77º anniversario                              | Huntington, New York                 | 1                 | 4+                | 4+                  | | [ 14 ] |